# Bolstadøyri Station
Bolstadøyri Station (Bolstadøyri stasjon) er en jernbanestation på Bergensbanen, der ligger i Voss kommune i Norge. Stationen består af krydsningsspor, sidespor, to perroner og en stationsbygning samt pakhus i gulmalet træ.
Stationen åbnede som holdeplads sammen med Vossebanen 11. juli 1883. Oprindeligt hed den Bolstad, men den skiftede navn til Bolstadøyri 1. marts 1923. Den blev opgraderet til station 1. juli 1910. Den blev fjernstyret 19. juni 1980 og gjort ubemandet 5. oktober 1981.